# قطعنامه ۱۲۸ شورای امنیت
قطعنامه ۱۲۸ شورای امنیت سازمان ملل متحد که در تاریخ ۱۱ ژوئن ۱۹۵۸ تصویب شد، سندی بین‌المللی دربارهٔ شکایت لبنان است. این قطعنامه طی نشست ۸۲۵ام با ۱۰ موافق، ۰ مخالف و ۱ ممتنع تصویب شد.